# Majorón
En física de partículas, los majorones (llamados así por Ettore Majorana) son un tipo hipotético de bosón de Goldstone que se teoriza para mediar en la violación de la masa del neutrino del número de leptones o B − L en ciertas colisiones de alta energía como
e−

 + e−

 → W−

 + W−

 + J
Donde dos electrones colisionan para formar dos bosones W y un majorón J. La simetría U(1)B–L se supone global por lo que el majorón no es "devorado" por el bosón de gauge y espontáneamente rota. Los majorónes fueron originalmente formulados en cuatro dimensiones por Y. Chikashige, R. N. Mohapatra y R. D. Peccei para entender la masa de los neutrinos mediante el mecanismo del balancín y están siendo buscados en el proceso de doble desintegración beta sin neutrinos. Hay extensiones teóricas de esta idea en las teorías simétricas y  teorías que implican dimensiones compactificadas extra. Mediante la propagación a través de las dimensiones espaciales extra, el número detectable de eventos de creación de majorónes varía como consecuencia. Matemáticamente, los majorónes pueden ser modelas si se les permite propagarse a través de un material mientras todas las otras fuerzas del modelo estándar se fijan en un punto orbifold.